# Nososticta pseudexul
Nososticta pseudexul – gatunek ważki z rodziny pióronogowatych (Platycnemididae).